# Stereohypnum subdiminutivum
Stereohypnum subdiminutivum là một loài Rêu trong họ Hypnaceae. Loài này được (Geh. & Hampe) M. Fleisch. mô tả khoa học đầu tiên năm 1908.